# Myzomela

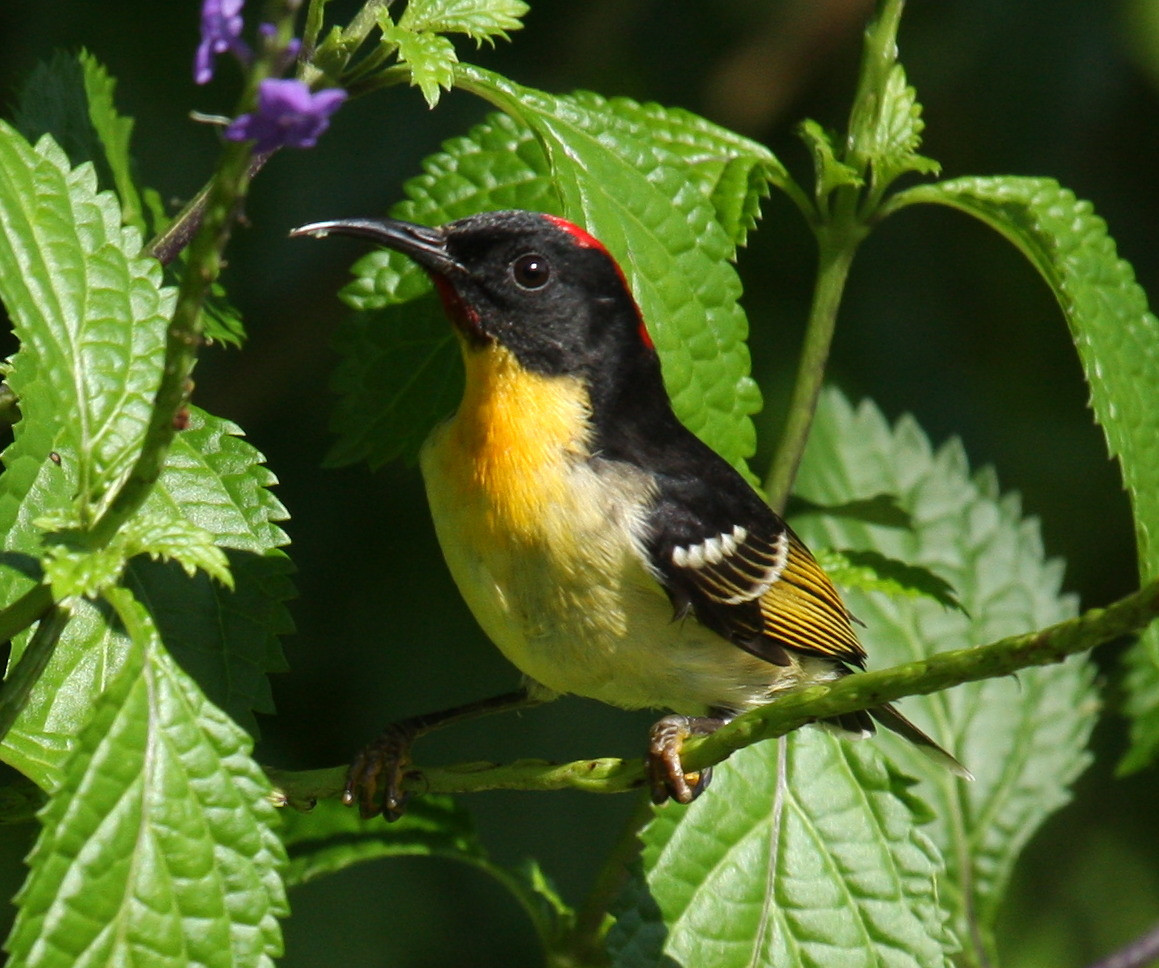
Narancsmellű mézevő (Myzomela jugularis)

A Myzomela a madarak osztályának verébalakúak (Passeriformes) rendjébe és a mézevőfélék (Meliphagidae) családjába tartozó nem.
A mézevőfélék legtöbb fajt tartalmazó és egyben leginkább elterjedt neme. A nembe tartozó fajok elterjedési területe Celebesz szigetétől kelet felé egészen a Fidzsi-szigetekig terjedt, felölelve Mikronézia és Melanézia legnagyobb részét, valamint Ausztrália északi és keleti felét is.

## Rendszerezés
A nembe az alábbi 30 faj tartozik:
- amboinai mézevő (Myzomela blasii)
- fehérállú mézevő (Myzomela albigula)
- tőrcsőrű mézevő (Myzomela eques)
- kormos mézevő (Myzomela obscura)
- vérvörös mézevő (Myzomela cruentata)
- szerecsen mézevő (Myzomela nigrita)
- új-írországi mézevő (Myzomela pulchella)
- wetart-szigeti mézevő (Myzomela kuehni)
- vörösfejű mézevő (Myzomela erythrocephala)
- szumbai mézevő (Myzomela dammermani)
- arfak mézevő (Myzomela adolphinae)
- Rotuma-szigeti mézevő (Myzomela chermesina)
- celebeszi mézevő (Myzomela chloroptera)
- Wakolo-mézevő (Myzomela wakoloensis)
- Banda-szigeteki mézevő (Myzomela boiei)
- skarlát mézevő (Myzomela sanguinolenta)
- új-kaledóniai mézevő (Myzomela caledonica)
- kardinálismézevő (Myzomela cardinalis)
- mikronéz mézevő (Myzomela rubratra)
- kókuszmézevő (Myzomela sclateri)
- ébenfekete mézevő (Myzomela pammelaena)
- skarlátvállú mézevő (Myzomela lafargei)
- vörösarcú mézevő (Myzomela eichhorni)
- malaita mézevő (Myzomela malaitae)
- Savo-szigeti mézevő (Myzomela melanocephala)
- Tristram-mézevő (Myzomela tristrami)
- narancsmellű mézevő (Myzomela jugularis)
- tűzfejű mézevő (Myzomela erythromelas)
- háromszínű mézevő (Myzomela vulnerata)
- Rosenberg-mézevő (Myzomela rosenbergii)